# Childerik III
Childerik III, ook wel geschreven als Childeric (693 - rond 754) was de zoon van de Frankische koning Chilperik II. De langste tijd van zijn leven spendeerde hij als kloosterbroeder. Hij werd Frankische koning, de laatste koning van de Merovingische dynastie.
De troon was al zeven jaar leeg, totdat de hofmeiers, Carloman en Pepijn de Korte, in 743 besloten om Childerik als koning te erkennen. 
Na het overlijden van Theuderik IV achtten Karel Martels zonen Carloman en Pepijn de Korte het na enkele jaren wijzer om toch nog een Merovingische koning als een soort marionet het land te laten besturen, te weten Childerik III. Childerik werd in 743 uit het klooster gehaald en tot koning verheven. In 751 zette Pepijn de Korte hem af, om zichzelf vervolgens tot koning te kronen. Hiermee kwam een einde aan het tijdperk van de Merovingers.
Childerik nam geen deel aan het openbare leven, dat net als in de jaren daarvoor door de hofmeiers werd bestuurd. Toen Carloman zich in 747 terugtrok in een klooster, nam Pepijn zich voor zichzelf tot koning te kronen. Dit deed hij uiteindelijk in 751 nadat Paus Zacharias hem meedeelde dat het beter was om diégene koning te maken die de macht heeft, dan iemand die enkel erfelijk het recht op koningschap bezat maar niet het gezag of de macht.
Childerik werd onttroond en zijn lange haar werd afgeknipt (lang haar was een kenmerk van het merovingische koningschap). Hij werd met zijn enige zoon Theuderik (V) in de Sint-Bertijnsabdij in Sint-Omaars gevangengezet, hoewel ook beweerd wordt dat Theuderik in Saint-Wandrille vast zat. Childerik stierf een paar jaar later.